# Brad Bufanda
Brad Bufanda (geboren als Fred Joseph Bufanda III; Upland, 4 mei 1983 – Los Angeles, 1 november 2017) was een Amerikaanse acteur. Hij was bekend van zijn terugkerende rol als Felix Toombs in de televisieserie Veronica Mars, en zijn zelfgemaakte internetvideos.

## Carrière
Bufanda begon in 1994 aan zijn professionele acteercarrière met een rol in de actiefilm Pocket Ninjas. Hij verscheen voor het eerst op televisie in 1994 als heldenjongen in een Skechers commercial. Toen hij 12 was speelde hij in de ABC weekendspecial The Secret of Lizard Woman. Op de middelbare school speelde hij in de ABC-series Roseanne en Hangin' with Mr. Cooper. Bufanda verscheen in verschillende tv-shows, waaronder CSI: Miami, Malcolm in the Middle, Even Stevens en de soap opera Days of Our Lives. Bufanda speelde Felix Toombs in de eerste twee seizoenen van Veronica Mars. Hij speelde in de Cinemax-serie Co-Ed Confidential (in de credits vermeld als Bradley Joseph) van 2008 tot 2010. Daarnaast filmde en editte hij de reünie van de show. Ook verscheen Bufanda onder de naam Bradley Joseph in de psychologische thriller Dark Tourist in 2012. In 2017 keerde Bufanda kort terug in de filmwereld met een kleine rol in de film Garlic & Gunpowder.

## Overlijden
Op 1 november 2017 pleegde Bufanda zelfmoord door van zijn appartementengebouw in Park La Brea in Los Angeles te springen. Volgens de Los Angeles County Coroner's Office werd er een afscheidsbriefje aangetroffen. Op het briefje stonden de namen van zijn ouders en bedankjes voor belangrijke mensen in zijn leven.

## Filmografie

### Film
| Year | Title                                  | Role           | Notes           |
| ---- | -------------------------------------- | -------------- | --------------- |
| 1994 | Pocket Ninjas                          | Steve          |                 |
| 1995 | Little Lost Sea Serpent                | Tommy Rockwell | Direct-to-video |
| 2004 | Cinderella Story, A A Cinderella Story | David          |                 |
| 2004 | Debating Robert Lee                    | Richard Alanzo |                 |
| 2008 | Stone & Ed                             | Carlos         |                 |
| 2012 | Dark Tourist                           | Manny          |                 |
| 2017 | Garlic & Gunpowder                     | Robert         |                 |
| 2018 | Stan the Man                           | Cooper         | Aan het filmen  |

### Televisie
| Year      | Title                                  | Role              | Notes                                       |
| --------- | -------------------------------------- | ----------------- | ------------------------------------------- |
| 1995      | ABC Weekend Specials                   | Todd Yazzi        | Aflevering: "The Secret of Lizard Woman"    |
| 1995      | Roseanne                               |                   | Aflevering: "The Last Thursday in November" |
| 1996      | Blackberry Inn, The The Blackberry Inn | Bradley B         | Aflevering onbekend                         |
| 2001      | Emeril                                 | The boy           | Aflevering: "Halloween"                     |
| 2002      | Even Stevens                           | Lloyd Offler      | Aflevering: "Hutch Boy"                     |
| 2002–2003 | Days of Our Lives                      | Joe               | 5 afleveringen                              |
| 2002      | Dismissed                              | Brad (uncredited) | Aflevering: "Dismissed at the Circus"       |
| 2002      | Birds of Prey                          | Tough kid         | Aflevering: "Three Birds and a Baby"        |
| 2003      | Malcolm in the Middle                  | Kid #2            | Aflevering: "Long Drive"                    |
| 2003      | Miracles                               | Jay/Jock          | Aflevering: "The Bone Scatterer"            |
| 2003      | CSI: Miami                             | Brad Dawson       | Aflevering: "The Best Defense"              |
| 2003      | Boston Public                          | Cash              | Aflevering: "Chapter Seventy-Two"           |
| 2004–2006 | Veronica Mars                          | Felix Toombs      | 10 afleveringen                             |
| 2005      | Malcolm in the Middle                  | Luger Bob         | Aflevering: "Dewey's Opera"                 |
| 2008–2010 | Co-Ed Confidential                     | Larry             | Hoofdrol (seizoen 2–4); 38 afleveringen     |